# Primærrute 43
Primærrute 43 er en hovedvej, der går fra Årslev i sydvestlig retning til Faaborg.
Primærrute 43 starter vest for Årslev, ved Svendborgmotorvejens frakørsel 11. Den fortsætter mod Faaborg forbi Nørre Lyndelse og Nørre Søby. Ruten slutter nord for Faaborg ved mødet med primærrute 8 og 44.
Rute 43 har en længde på ca. 26 km.